# Сассер (Джорджія)
Сассер (англ. Sasser) — місто (англ. town) в США, в окрузі Террелл штату Джорджія. Населення — 287 осіб (2020).

## Географія
Сассер розташований за координатами 31°43′12″ пн. ш. 84°20′52″ зх. д. / 31.72000° пн. ш. 84.34778° зх. д. (31.719916, -84.347765).  За даними Бюро перепису населення США в 2010 році місто мало площу 2,02 км², уся площа — суходіл.

## Демографія
Згідно з переписом 2010 року, у місті мешкало 279 осіб у 112 домогосподарствах у складі 76 родин. Густота населення становила 138 осіб/км².  Було 143 помешкання (71/км²).
Расовий склад населення:
| - 49,8 % — білих - 45,9 % — чорних або афроамериканців - 1,1 % — корінних американців - 1,4 % — осіб інших рас |

До двох чи більше рас належало 1,8 %. Частка іспаномовних становила 2,2 % від усіх жителів.
За віковим діапазоном населення розподілялося таким чином: 24,7 % — особи молодші 18 років, 58,1 % — особи у віці 18—64 років, 17,2 % — особи у віці 65 років та старші. Медіана віку мешканця становила 44,1 року. На 100 осіб жіночої статі у місті припадало 102,2 чоловіків;  на 100 жінок у віці від 18 років та старших — 94,4 чоловіків також старших 18 років.
Середній дохід на одне домашнє господарство  становив 48 280 доларів США (медіана — 27 396), а середній дохід на одну сім'ю — 47 853 долари (медіана — 35 000). За межею бідності перебувало 27,0 % осіб, у тому числі 33,0 % дітей у віці до 18 років та 3,4 % осіб у віці 65 років та старших.
Цивільне працевлаштоване населення становило 127 осіб. Основні галузі зайнятості: мистецтво, розваги та відпочинок — 22,8 %, науковці, спеціалісти, менеджери — 18,1 %, роздрібна торгівля — 13,4 %, освіта, охорона здоров'я та соціальна допомога — 11,0 %.